# Chivalry: Medieval Warfare
 (avril 2018).
Si vous disposez d'ouvrages ou d'articles de référence ou si vous connaissez des sites web de qualité traitant du thème abordé ici, merci de compléter l'article en donnant les références utiles à sa vérifiabilité et en les liant à la section « Notes et références ».
Chivalry: Medieval Warfare est un jeu vidéo indépendant d'action multijoueur avec une vue à la première personne développé par Torn Banner Studios avec le moteur de jeu Unreal Engine. Ce jeu se déroule dans un univers médiéval. Il a été mis en vente le 16 octobre 2012. Le jeu est basé sur le mod pour Half-Life 2 intitulé Age of Chivalry.

## Système de jeu
Le système de combat est similaire à celui d'un jeu de tir à la première personne. Le joueur peut choisir parmi 4 classes de personnages, chacune ayant accès à différentes armes.
Selon la partie, les joueurs peuvent être répartis en deux équipes (Royaume d'Agatha et Ordre de Mason).
| Classes        | Descriptions |
| -------------- | --- |
| Chevalier      | Le plus lourd de toutes les classes. Il utilise de grandes armes à deux mains comme les épées longues ou les haches. Il peut également utiliser de plus grands boucliers que les autres classes, mais il est aussi la classe la plus lente, du fait de son équipement qui est très lourd. |
| Archer         | Utilise des armes comme des javelots ou des arcs, ce qui lui permet d'attaquer de loin. Les archers dispose également d'armes au corps à corps, comme une épée courte ou une dague. |
| Hommes d'armes | Il est le plus agile de toutes les classes, il utilises des armes à une main comme des épées et des massues et peut également utiliser un bouclier pour un blocage plus efficace. Son armure est la plus faible de toutes les classes, mais sa plus grande défense est sa vitesse.        |
| Avant-garde    | Utilisation d'armes longues comme les armes d'hast et de grandes épées . Après avoir effectué un sprint, il peut effectuer une attaque mortelle . Les Avant-gardes sont la seule classe à ne pouvoir utiliser de boucliers.                                                               |

| Les différents modes de jeux | Descriptions |
| ---------------------------- | --- |
| Chacun pour soi              | Chaque joueur combat uniquement pour lui-même. Le joueur avec le plus de point à la fin de la partie remporte le jeu. |
| Duel                         | Les joueurs combattent dans un tournoi et s'affrontent dans des matchs 1 contre 1 . Le joueur qui a le plus de victoires à la fin gagne. |
| Match à mort par équipe      | Deux équipes s'affrontent. Elles ont toutes deux la même quantité de ressources au début du match. La partie se termine lorsque l'autre équipe perd toutes ses ressources et quand les joueurs restants sur le champ de bataille sont tués.                                            |
| Dernière équipe debout       | Deux équipes se battent dans une arène et chaque joueur a une seule vie . L'équipe avec des joueurs encore en vie à la fin gagne le round. |
| Roi de la Colline            | Deux équipes essayent de tenir une zone au milieu de la carte.L'équipe qui tient la zone pendant un certain temps, gagne la partie. |
| Capture du drapeau           | Les deux équipes ont pour objectif de capturer le drapeau dans la base de l'ennemi et de le ramener à leur base, tout en défendant leur propre drapeau. La première équipe à atteindre 3 victoires, gagne .                                                                            |
| Objectif d'équipe            | Les joueurs jouent soit dans l'équipe qui défend, soit dans l'équipe qui attaque. L'équipe qui attaque doit remplir divers objectifs comme piller le village, pousser un bélier aux portes ennemies ou de tuer le roi, tandis que l'équipe qui défend doit tout bonnement les arrêter. |

- Un système avancé de combat rapproché offre aux joueurs un large éventail d'options de combat réactives.
- Un arsenal de 60 armes brutales, des épées larges et haches d'armes aux arcs et javelots.
- Un système d'objectif  de tactiques et  de stratégies d'équipe, piller des villages et assassiner les membres de la famille royale ennemie pour décrocher la victoire.
- Différents types d'armes de siège, telles que les catapultes, l'huile bouillante, les balistes, les béliers.
- Des environnements vastes plongent le joueur dans un monde médiéval immersif.
- Le jeu dispose d'option hors ligne  qui permettent aux joueurs de se familiariser avec les commandes et la jouabilité avant d'entrer dans le feu de l'action[3].